# 埃维昂会议
埃维昂会议（英語：Évian Conference）是在1938年7月，由美国总统富兰克林·罗斯福召集，讨论犹太难民问题的国际会议，歷史學家認為，羅斯福希望轉移人們對美國嚴格限制進入美國的難民配額的政策的注意力和批評。在9天时间内（从7月6日到7月15日），32个国家和24個自願組織的代表聚集在临近瑞士边境的法国小城埃维昂莱班。
希特勒在得知會議的消息後宣稱，如果其他國家願意接受這些猶太人，他會協助他們離開：
我只能期待這些國家，假使對於這些猶太罪犯感到如此深刻的同情，至少能將這些同情轉化為實質的幫助。我們這邊，已經準備好將這些罪犯交給他們——就算用豪華船舶送走都行。
由于大部分西方国家不愿意接受犹太难民，会议未能取得多少进展。儘管在會議期間和會議之後，德國和蘇聯政府就猶太人和斯拉夫人的安置問題進行了直接談判，但蘇聯拒絕參加會議。最終，蘇聯拒絕接收難民，並在一年後命令其邊境警衛將所有試圖越境進入蘇聯領土的難民視為間諜。只有兩個國家，哥斯大黎加和多米尼加共和國增加了他們的難民收容額度。这次会议甚至未能通过一份谴责德国虐待犹太人的决议，这一事实被纳粹加以广泛宣传。

## 背景
1938年，在大约50万德国犹太人中，有大约15万人设法逃离德国，而且纳粹新近占领的欧洲大片版图上，也有数目可观的犹太居民。许多犹太难民无法找到愿意让其依据的国家。
紐倫堡法案剝奪了那些遭受希特勒政權迫害的德國猶太人的德國公民身分。他們被歸類為“臣民”，在自己的國家成為無國籍者。到1938年，約90萬德國猶太人中約有45萬人被驅逐或逃離德國，大部分逃往法國和英國託管地巴勒斯坦，大批移民在那裡引發了阿拉伯起義。 1938年3月，希特勒吞併奧地利，並實施德國種族法律，導致20萬奧地利猶太人淪為無國籍人士。
希特勒的擴張伴隨著歐洲各地反猶太主義和法西斯主義的興起。反猶太主義政府在匈牙利和羅馬尼亞掌權，而猶太人在這兩個國家一直是二等公民。 其結果是數百萬猶太人試圖逃離歐洲，而他們被視為不受歡迎且對社會有害的群體，流行的學術理論認為，猶太人破壞了他們所居住國家的“種族衛生”或“優生”，並參與了陰謀行為。1936年，哈伊姆·魏茨曼（他決定不參加會議）宣稱「世界似乎被分成了兩部分——一部分是猶太人無法居住的地方，另一部分是猶太人無法進入的地方。」
在會議之前，美國和英國達成了一項重要協議：英國承諾不提及美國未完成移民配額的事實，而任何將巴勒斯坦作為猶太難民可能目的地的提及也被排除在議程之外。英國根據巴勒斯坦託管地的條款管理巴勒斯坦。

## 過程
會議代表對納粹統治下的猶太人表示同情，但並未立即做出聯合決議或承諾，將這次會議描繪成一個純粹的開始，這讓一些評論家感到沮喪。埃維昂會議注意到“大量人口非自願移民的現像已十分嚴重，導致種族和宗教問題更加尖銳，增加了國際動亂，並可能嚴重阻礙國際關係中的綏靖進程”，因此成立了難民問題政府間委員會（ICR），其宗旨是“與避難國政府進行接觸，以尋求永久定居的機會”。國際刑事法院幾乎沒有獲得其成員國的權威和支持，因此陷入無所作為的狀態。

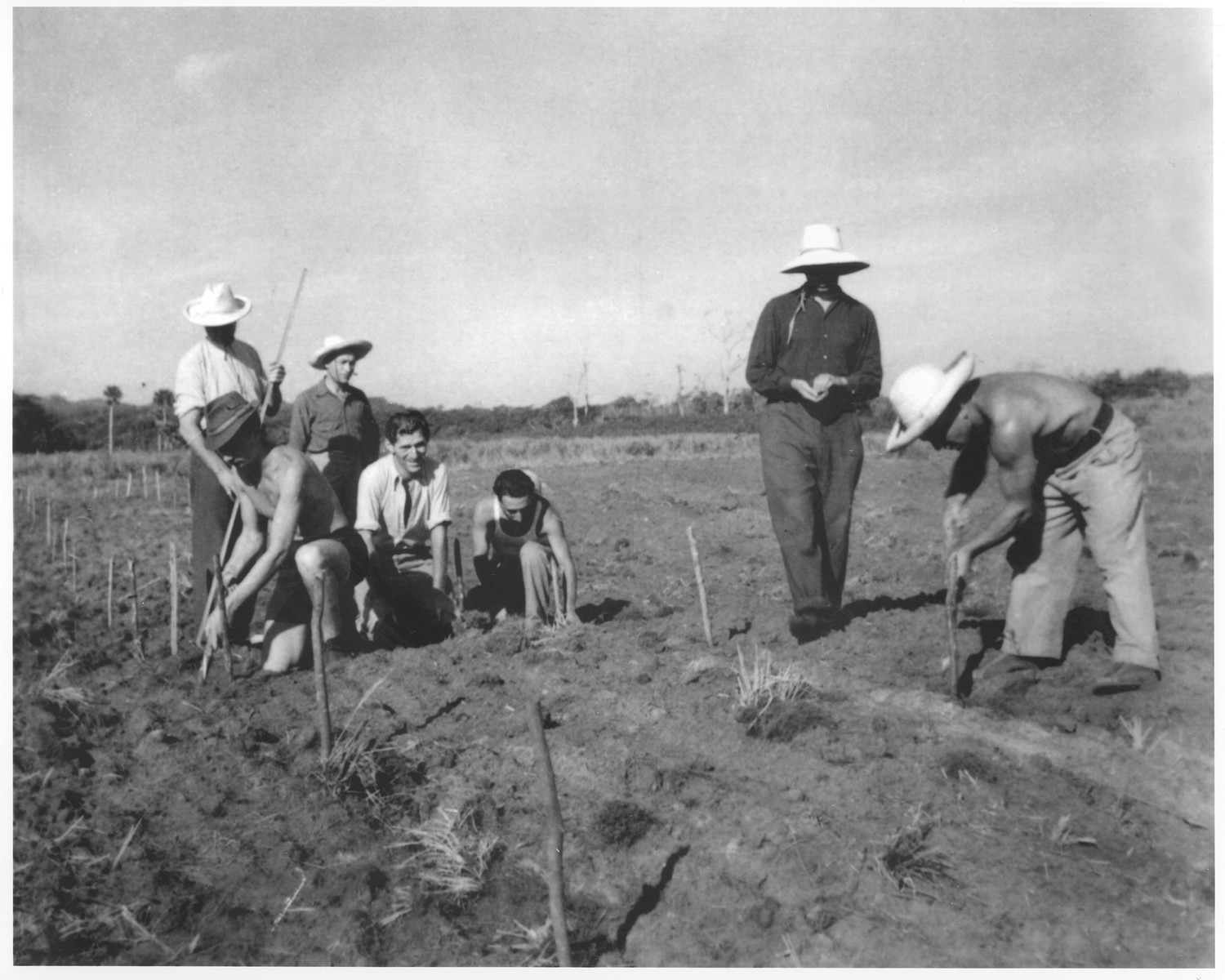
在多米尼加工作的犹太难民

美國沒有派政府官員參加這次會議。相反羅斯福的朋友、美國商人邁倫·C·泰勒（Myron C. Taylor）代表美國，詹姆斯·G·麥克唐納（James G. McDonald）擔任他的顧問。美國同意將德國和奧地利每年3萬個移民配額提供給猶太難民。 1938年至1940年三年間，美國實際上超出了這筆配額10,000人。同一時期，英國接收了幾乎相同數量的德國猶太人。澳洲同意在三年內接收15,000人，而南非只接收有近親屬已在該國居住的移民；加拿大拒絕做出任何承諾，並且在此期間只接受了少數難民。澳洲代表T·W·懷特指出：「由於我們沒有真正的種族問題，我們不希望引入種族問題」。 [法國代表表示，法國接收難民已達到“飽和狀態”，其他大多數代表也表達了同樣的看法。唯一願意接收大批猶太人的國家是多明尼加共和國，它願意以慷慨的條件接收多達10萬名難民，後來又有哥斯大黎加。1940年雙方簽署了一項協議，拉斐爾·特魯希略將其位於多明尼加共和國索蘇阿附近的110 平方公里土地捐贈用於定居。特魯希略的種族主義傾向於歐洲猶太人，而不是非裔加勒比人。他這樣做是因為他「極度渴望引入白人移民......特魯希略堅信白人至上」。第一批定居者於1940年5月抵達：只有大約800名定居者來到索蘇阿。
眾多猶太組織對如何處理難民危機存在分歧，這進一步加劇了混亂。美國猶太人委員會執行秘書莫里斯·D·沃爾德曼擔心猶太組織會被視為試圖推動更多移民進入美國，因此私下警告猶太代表不要強調猶太難民面臨的問題。 塞繆爾·羅森曼向富蘭克林·羅斯福總統發送了一份備忘錄，指出“增加配額是完全不可取的，因為這只會在增加配額的國家產生‘猶太人問題’。”據猶太電訊社報道，在討論期間，五個主要的猶太組織發送了一份聯合備忘錄，勸阻猶太人大規模從中歐移民。針對會議的失敗，美國猶太人委員會拒絕直接批評美國的政策，而喬納·懷斯則指責英國政府，並稱讚「美國的慷慨」。
約阿夫·蓋爾伯的結論是：「如果這次會議導致大批難民移居巴勒斯坦以外的地方，那麼猶太復國主義領導人就不會特別關心會議的工作。」多年後，英國代表團團長愛德華·特諾爾指出，美國和英國的猶太領導人並不真正堅持認為他們的工作是對巴勒斯坦的實際行為，但在公開做法是唯一熱衷的難民運動。

## 后果
會議失敗的結果是，許多猶太人未能逃脫，最終遭受希特勒所謂的「猶太問題最終解決方案」的迫害。在埃維昂會議發生兩個月後，即1938年9月慕尼黑會議上，英國和法國授予希特勒佔領捷克斯洛伐克蘇台德地區的權利。 1938年11月的水晶之夜，納粹德國發動了大規模迫害，超過1,000座猶太教堂被毀，數萬名猶太人被屠殺並被大規模逮捕。 1939年3月，希特勒佔領了捷克斯洛伐克其他領土，導致另外18萬名猶太人落入軸心國的控制之下；而1939年5月，英國發佈白皮書，禁止猶太人進入巴勒斯坦或在那裡購買土地。繼1939年底佔領波蘭並於1941年入侵蘇聯之後，納粹開始有系統地屠殺歐洲所有猶太人。

## 出席代表

### 各国代表团
| 国家     | 代表 |
| -------- | --- |
| 阿根廷   | - 托馬斯·A·勒布雷頓, 驻法国大使 - 卡洛斯·A·帕爾多，常驻国际联盟代表团秘书长 |
|          | |
| 比利时   | |
| 玻利维亚 | |
| 巴西     | |
| 加拿大   | - 漢弗萊·休謨·朗，常驻国际联盟代表 |
| 智利     | |
| 哥伦比亚 | |
|          | |
| 古巴     | |
| 丹麦     | |
|          | |
|          | - 亞歷杭德羅·加斯特魯·孔查，常驻国际联盟代表团秘书、驻日内瓦总领事 |
| 法國     | |
|          | - 何塞·格雷戈里奧·迪亞茲，驻法国外交特使、全权公使 |
| 海地     | |
|          | - 毛里西奧·羅薩爾，驻巴黎领事，外交特使、全权公使衔 |
| 愛爾蘭   | - 弗朗西斯·托馬斯·克雷明斯，常驻国际联盟代表 |
| 墨西哥   | |
| 荷蘭     | |
| 新西兰   | |
| 尼加拉瓜 | - 康斯坦丁諾·赫爾多西亞，駐英國和法國公使，特命全權公使 |
| 挪威     | |
| 巴拿马   | - 埃內斯托·霍夫曼，驻日内瓦总领事、常驻国际联盟代表 |
| 巴拉圭   | - 古斯塔沃·A·維恩格林, 外交特使、驻匈牙利全权公使 |
| 秘魯     | |
| 瑞典     | |
| 瑞士     | |
| 英国     | - 愛德華·特諾爾，第六代溫特頓伯爵，國會議員，蘭開斯特公國大臣 |
| 美国     | - 邁倫·查爾斯·泰勒，特別使命大使 - 顾问： - 詹姆斯·格羅弗·麥克唐納，“罗斯福总统政治难民咨询委员会”主席 - 技术顾问： - 羅伯特·T·佩爾，国务院欧洲事务局长 - 喬治·L·布蘭特，前国务院签证局长 - 代表团秘书： - 海沃德·G·希爾，驻日内瓦领事 - 麥克唐納的助手： - 喬治·沃倫，“罗斯福总统政治难民咨询委员会”执行秘书 |
| 乌拉圭   | |
| 委內瑞拉 | - 卡洛斯·阿里斯蒂穆尼奧·科爾，驻法国外交特使、全权公使 |

### 新闻媒体
| - Aftenbladet, 奥斯陆 - Algemeen Handelsblad - 《貝林時報》（Berlingske Tidende），哥本哈根 - 《芝加哥每日新闻》（Chicago Daily News） - - 《芝加哥论坛报》（Chicago Tribune） - 《晚邮报》（Corriere della Sera），米兰 - 《每日快报》（Daily Express），伦敦 - 《每日先驱报》（Daily Herald），伦敦 - 《每日电讯报》（The Daily Telegraph），伦敦 - Noel Panter - La Dernière Heure, 布鲁塞尔 - Gazette de Lausanne - Journal de Genève - Journal des Nations, 日内瓦 - 《人民报》（Lidové Noviny），布尔诺 - Magyar Távirati Iroda, 布达佩斯 - 《曼彻斯特卫报》 - Robert Edward Dell | - 《新苏黎世报》（Neue Zürcher Zeitung） - News Chronicle - 《纽约先驱论坛报》（New York Herald Tribune） - 《纽约时报》 - 《新鹿特丹报》（Nieuwe Rotterdamse Courant） - 《罗马观察家报》（L'Osservatore Romano），梵蒂冈 - Prager Presse - Prager Tagblatt - 《新闻报》（La Prensa），布宜诺斯艾利斯 - 路透社， 伦敦 - 《新闻报》（La Stampa），都灵 - 《电讯报》（De Telegraaf），海牙 - 《时报》（Le Temps），巴黎 - 《泰晤士报》，伦敦 - 《日内瓦论坛报》（Tribune de Genève） - Ujság, 布达佩斯 - 《人民观察家报》，慕尼黑 |